# Санітарна зона (фільм)
«Санітарна зона» (рос. Сэнит зон) — фільм режисера Юхима Гальперіна.

## Сюжет
Дія фільму відбувається в одному з провінційних містечок, де з нагоди перебазування оборонного заводу і, як наслідок, відкриття міста для іноземців, зустрічають залізничний «Караван світу». З рядової події роблять ціле організоване дійство за заздалегідь складеним сценарієм: печуть десять паляниць й збираються за старим російським звичаєм вручити їх гостям, але раптом виявляють, що з'явилася одинадцята паляниця. Батьки міста негайно роблять висновок, що у зайвому хлібі — бомба.

## У ролях
- Володимир Самойлов — Палич — полковник Косолапов
- Сергій Газаров — «Дисидент» — Михайло Семенович
- Борислав Брондуков — Кузьмич — носильник Бесклубенко
- Максим Бєляков — лейтенант міліції Василь Єгоров
- Катя Ленькова — Оля Лінкова, дівчина Василя Єгорова
- Любов Поліщук — тов. Боброва, Любов Григоровна
- Кирило Мокеенко — Стеблов, старший лейтенант ДБ
- Олександр Леньков — Зикін — начальник вокзалу
- Валерій Афанасьєв — майор Голодний
- Ірина Кириченко — дівчина з даху — Валентина Руденко, старший лейтенант ДБ
- Юрій Потемкін — сержант Фенько
- Вадим Гемс — Шмулевич — режисер масових дій
- Роман Козирєв — Васильєв — режисер масових дій
- Юрій Катін-Ярцев — Якимич — пекар
- Андрій Макаров — оперативник Гороховський
- Володимир Бадов — оперативник Римбаєв
- Богдан Бенюк — перший стрілочник
- Андрій Бандровський — другий стрілочник
- Реньєр Гонсалес (Куба) — Гість — «Сеніт Дзон»
- Маргарита Криницина — тітка з пиріжками
- Дяченко Анатолій — замаскований міліціонер № 1
- Михайло Церишенко — замаскований міліціонер № 2

### В епізодах
- А. Пуліна, М. Аверіна, В. Артемова, О. Щербінін, Я. Валетов, Д. Бармінов, А. Маценко, А. Пилипенко.

## Знімальна група
- Автори сценарію: Семен Винокур, Юхим Гальперін
- Режисер−постановник: Андрій Гальперін
- Оператори−постановники: Андрій Бандровський, Ігор Чепусов
- Композитори: Григорій Ауербах, Сергій Беринський
- Звукооператор: Терехов Євген
- Монтажер: Галина Угольникова
- Костюми: Лідія Коняхіна
- Режисерська група: Тетяна Суренкова, Людмила Фоміна, Дмитро Барминов, Погребняк Юлія
- Операторська група: Валерій Шкурко, Костянтин Нісський, Володимир Боргів
- Грим: Віра Артемова
- Асистент по монтажу: Римма Бахирева
- Майстер по світлу: Олександр Коньшин
- Художники-оформлювачі: Олександр Сідорчик, Михайло Каплан, Валерій Ткаченко, Володимир Козар, Володимир Постернак, Юрій Константинов
- Трюк: Олег Коритін, Наталія Дарієва, Сергій Сокальський
- Електричні та каналізаційні ефекти: Борис Гайсин, Сергій Агапов
- Графічний дизайн: Сергій Хохлов, Євген Орлов, Віталій Палкус
- У фільмі використана музична тема Анатолія Новікова. «Марш демократичної молоді», музика Анатолія Новікова, слова Льва Ошаніна, виконує хор хлопчиків хорового училища імені О. В. Свєшнікова. Соліст Сергій Єлісеєв. Хормейстер Олександр Шишонов
- Державний симфонічний оркестр кінематографії. Диригент Емін Хачатурян
- Запис музики: Геннадій Татів
- Редактор: Ірина Добровольська
- Музичний редактор: Наталя Строєва
- Адміністратори: Світлана Кучмаєва, Костянтин Лосєв
- Директор фільму: Анатолій Гороховський

Знімальна група висловлює вдячність ветеранам, Виконавчого комітету Ради депутатів трудящих м. Дніпропетровська, колективу Придніпровської Ордена Леніна залізниці за допомогу у створенні фільму.

### Схожі фільми
- Свято Нептуна (фільм)

## Цікаві факти
Фільм знімався в Дніпропетровську. У кадрах фігурують головний залізничний вокзал (парадний фасад і фасад з боку перону), інтер'єр вокзалу, Привокзальна площа, Амурський залізничний міст через Дніпро та інші об'єкти міста.

## Нагороди
Головний Приз глядацьких симпатій — Всесоюзний фестиваль кінокомедії «Золотий Дюк», Одеса, 1990 рік.